# Хил Гителман
Хил Гителман (енгл. Hillel J. Gitelman, Рочестер, 1932 — Чапел хил (Њујорк), 12. јануар 2015) био је амерички интерниста и истраживач, који ће остати запамћен по открићу једног од облика Бартеровог синдрома, који је по њему добио назив Гителманов синдром.

## Епоним
Гителманов синдром (енгл. Gitelman's syndrome)
Аутозомно рецесивно обољење бубрега које се карактерише хипокалемијом метаболичком алкалозом са хипокалциуријом и хипомагнезијемиом. Синдром је узрокован мутацијама гена за тиазидсензитивни натријум-хлоридни симпортер (такође познат као Na+-Cl− котранспортер, скраћено NCC или NCCT, или као тиазид-сензитивни На+-Cl− котранспортер, ТSC), који се налази у дисталном завијеном бубрежном каналићу бубрега.

## Живот и каријера
Рођен је у Рочестеру, Њујорк, 1932. године. Основно образовање стекао је у Monroe High School, а факултетско на Принцетон универзитету, на коме је дипломирао хемију. Потом је завршио медицину на Медицинском факултету Универзитету Рочестеру, а затим специјализацију из интерне медицине на Дак универзитету, као стипендиста Националног института за здравље.
По завршеној специјализацији радио је на одељењу за нефрологију Универзитета у Северној Каролини, на коме је провео наредних 30 година живота.
Био је члан Елм клуба и медицинског друштва, а у слободном времену играо је ИАА фудбал.
Преминуо је 12. јануара, 2015. године, у Њујорку од компликација Паркинсонове болести. За собом је оставио (тада 59-то годишњу), супругу Хонре, ћерку Ејми, синове Стефана, Данијела и Филипа и четворо унучади.

## Дело
Године 1966., са сарадницима, описао је необичну презентацију болести, код две сестре које су боловале од болести бубрега, са симптомима значајног губитка калијума и магнезијума из крвне плазме. Током даљих истраживања открио је необичан протеин као могући узрок овог поремећаја. Хил је нешто касније успео да изолује и клонира протеин у новотркривеном синдрому, који је њему у част добио назив „Гителманов синром”.
Гителманов глана истраживачка интересовања била су везана за болести бубрега и болести костију, посебно она која су била везана са излагањем алуминијуму.